# Gare d'Ōmorimachi
La gare d'Ōmorimachi (大森町駅, Ōmorimachi-eki) est une gare ferroviaire de l'arrondissement d'Ōta, à Tokyo au Japon. La gare est exploitée par la compagnie Keikyū.

## Situation ferroviaire
La gare d'Ōmorimachi est située au point kilométrique (PK) 6,5 de la ligne principale Keikyū.

## Histoire
La gare d'Ōmorimachi a été inaugurée le 15 décembre 1952.

## Service des voyageurs

### Accueil
La gare est située sous les voies qui sont surélevées. Elle est ouverte tous les jours.

### Desserte
- Ligne principale Keikyū :
  - voie 1 : direction Aéroport de Haneda ou Yokohama
  - voie 2 : direction Shinagawa et Sengakuji (interconnexion avec la ligne Asakusa pour Oshiage)